# ۳+۲ (گروه موسیقی)
۳+۲ (به انگلیسی: 3+2) گروه موسیقی بلاروسی است.
آن ها در مسابقه آواز یوروویژن ۲۰۱۰ به همراه رابرت ولس نماینده بلاروس بودند.